# جينجيانغ
جينجيانغ (بالصينية المبسطة: 晋江؛ بالصينية التقليدية: 晉江) هي مدينة من مدن الصين. يبلغ عدد سكانها 1986447 نسمة حسب إحصائيات سنة 2010. تبلغ مساحتها 721.7 كم².

## أعلام
- جوزيه ياو كامبوس
- جانغ جو لي
- شو تينغ

## وصلات خارجية
- الموقع الرسمي